# Singeumho (métro de Séoul)
Singeumho est une station sur la ligne 5 du métro de Séoul, dans l'arrondissement de Seongdong-gu.